# バルブ挟み角
バルブ挟み角(バルブはさみかく)とは、ポペットバルブを持つレシプロエンジンの吸気バルブと排気バルブの軸が形成する角度である。一般に頭上弁（OHV、OHC、DOHC）を持つクロスフローのガソリンエンジンで使われる用語である。
サイドバルブ（SV）とディーゼルエンジンでは給排気バルブが全て平行であるため、この概念は無い。

## 概要
レシプロエンジンの高出力化は、単位時間にどれだけの吸気が可能かで大きく左右される。吸気量を大きくするためには、吸気ポートの通路面積を大きくすること等が必要であり、それに伴い吸気バルブの大径化やマルチバルブ化がなされる。限られたボア（シリンダー内径）の中でバルブ同士の干渉を防ぎつつバルブ径を大きくするためには、バルブ挟み角を大きくすることが広く行われてきた。これにより、バルブが垂直に近い場合よりも大きなバルブを使用することが出来、バルブ開口面積が大きくなる。
高出力を追求するレース用エンジンにおいては、長期間にわたってバルブ挟み角の大きな2バルブエンジン(吸気1、排気1)が用いられていた。1940年代に、クライスラーは60°未満という従来より狭い挟み角を持つ、ヘミエンジンを開発した。これは同社が航空機用エンジンクライスラー・IV-2220用に開発した技術で、以後同社の自動車用エンジンを代表する技術となった。一方、4バルブエンジンは水冷12気筒の航空機用エンジンで広く用いられていたが、バルブ挟み角は非常に狭いものであった。
当初、自動車用高性能エンジンでもバルブ挟み角の大きな2バルブエンジンが用いられていた。これは当時のエンジンは過給するために圧縮比が低く、バルブ挟み角を広くしても支障がなかったためである。しかし、第二次世界大戦後は二輪および四輪の自動車レースで自然吸気エンジンが次第に高性能化し、吸気2、排気2の4バルブシリンダーヘッドが用いられるようになった。レース用は高回転化により性能向上を達成するため、ボアストローク比が小さいビッグボア/ショートストロークエンジンへと移行していった。ストロークが短くなると吸気の慣性を利用しにくくなり、充填効率が下がる。また、ボアが大きくなると火炎伝播に時間がかかるようになる。しかも、大径バルブのせいで点火プラグが燃焼室の中心に配置できなくなる。これらの対策には、容積を小さくできる浅いペントルーフ形の燃焼室、点火プラグを中央に配置できる4バルブ、強いタンブル流（縦渦流）を発生させる直立した吸気ポートの組み合わせが適しており、1967年に登場したフォード・コスワース・DFVエンジンでは30°台のバルブ挟み角となった。以後、レース用高回転型エンジンではこれがスタンダードとなり、現在では20°台が標準となっている。
市販車では、レース用エンジンほどのショートストロークエンジンは希ではあるが、バルブ挟み角を小さくすることによって燃焼室がコンパクトになり、冷却損失の低減等により燃費にも良い影響を及ぼすため、バルブ挟み角は20 - 30°台が広く用いられ、クライスラー・ヘミも、今日では30°台となっている。
以上の様に新型エンジンや既存エンジンの改良においてバルブ挟み角は概ね縮小もしくは狭角を維持する傾向となる。ただしトヨタが2017年（平成29年）に導入したダイナミックフォースエンジンは約41°と新型エンジンとしては比較的広いバルブ挟み角を持つ。これは相反する要素である吸気の流量とタンブル流（縦渦流）を高いレベルで両立させ、高速燃焼を実現するためである。今後もバルブ挟み角の大幅な拡大は考え難いが本エンジンのように若干の拡大はありうる。
また圧縮比が低い時代ではさほど問題にならなかったが、バルブ挟み角が広い、つまり燃焼室容積が大きい場合において圧縮比を一定以上に高めるにはピストン上面を凸状にする必要があり、バルブ挟み角が広いほど顕著となる。これは結果的に、燃焼室の表面積増大による熱損失、ピストンの重量増や耐熱性の悪化、加工によるコスト増、上面形状が制限されるなどのデメリットがあり、省燃費と排出ガス規制への対応のため圧縮比が向上している現代では、広いバルブ挟み角はこの点においても不利となる。